# Клан Макфі

Емблема (хрест, гребінь) клану Макфі.

Герб командира клану Макфі — Яна Моріса Макфі Колінтайра.

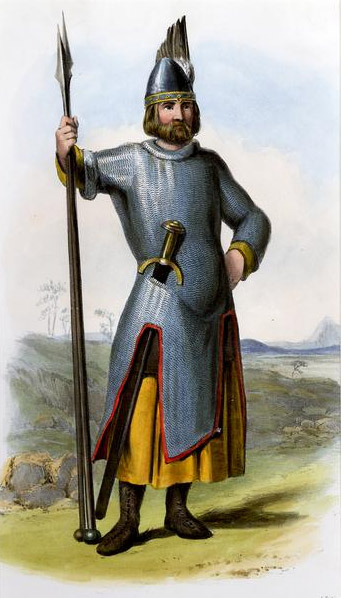
Чоловік клану Макфі у бойових обладунках. Малюнок художника Р. Р. МакЯна. 1845 рік.

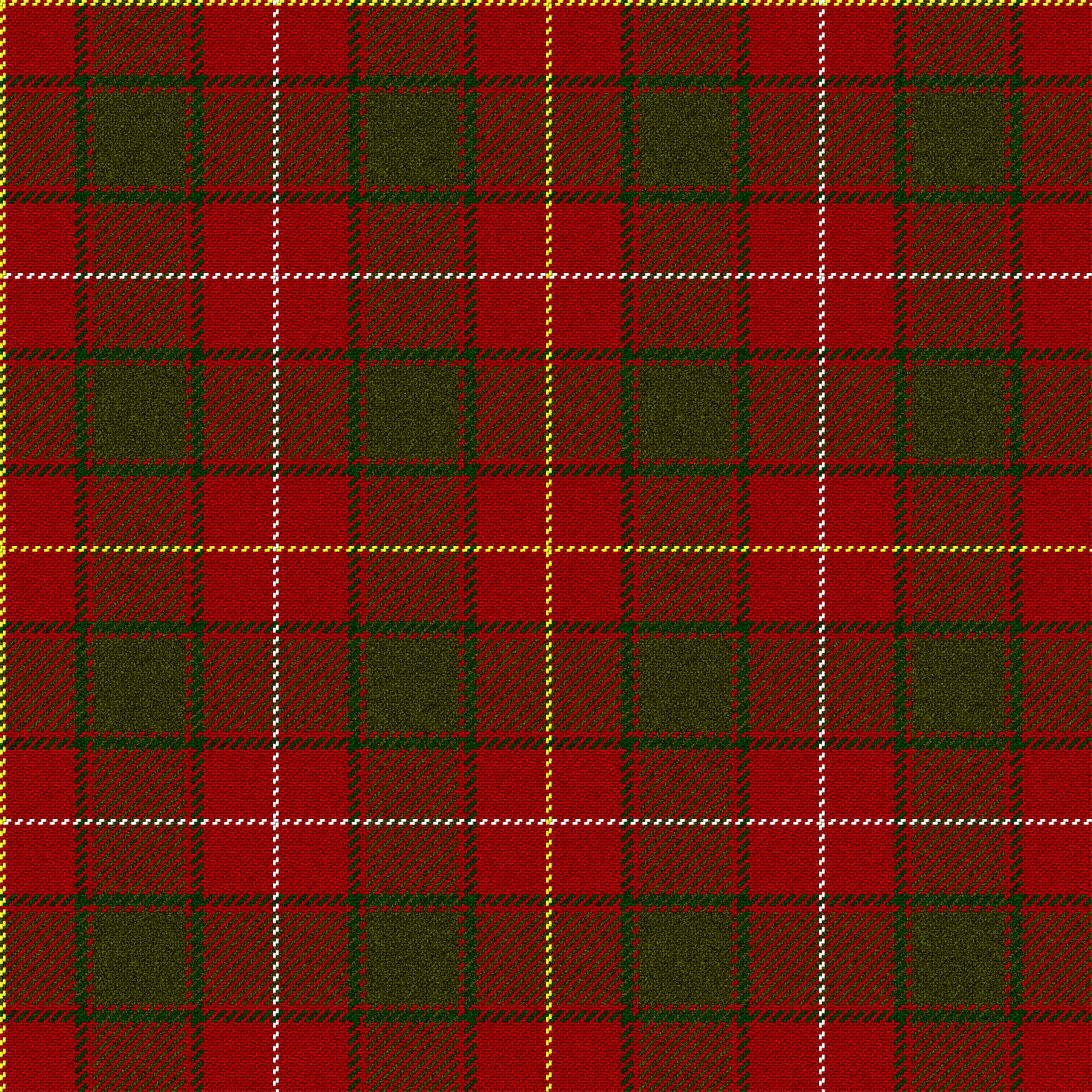
Тартан клану Макфі.

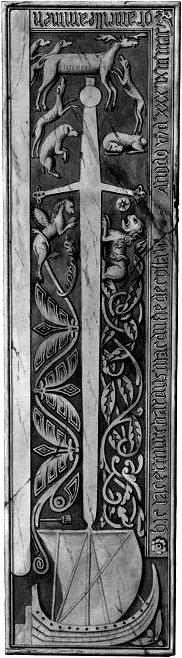
Надгробок Мурхада МакДаффі (помер у 1539 році).

Клан Макфі (шотл. — Clan Macfie, англ. — MacPhee, MacFie, гельск. — MacDhuibh-shithe) — клан МакДув-хіхе, клан МакДаффі, клан Макфір — один з кланів гірської Шотландії (Гайленд). У 1981 році клан був офіційно визнаний судом лорда Ліона — офіційним геральдичним органом Шотландії. На сьогодні клан не має вождя, тому називається «кланом зброєносців». Назва Макфі походить від гельської назв Мак Дуйвхіхе, Мак Ювхіхе (гельск. — Mac Dhuibhshíthe). Клан володів землями на островах Колонсей та Оронсей (шотландські Внутрішні Гебриди). У 563 році на цих островах зупинялися ірландські монахи святий Колумба (Коллум Кілле) та святий Оран — імена цих святих і дали назву островам (згідно легенди). На цих островах збереглося багато історичних пам'яток, пов'язаних з кланом Макфі.
Гасло клану: Pro rege — За короля
Символи клану: гілка шотландської ялини, гілка дубу, гілка ворониці (шикші).
Останній вождь клану: Малкольм Макфі Колонсійський (гельск. — Malcolm Macfie Colonsay) помер у 1623 році.
Командир клану: Ян Макфі Галіфакський (шотл. — Ian McPhee Halifax).
Історик ХІХ століття В. Ф. Скін (шотл. — W. F. Skene) писав, що клан Макфі є одним з семи кланів гілки Шол Алпін (гельск. — Siol Alpin) — кланів, що ведуть свій родовід від короля скоттів Кінеда Мак Алпіна (гельск. — of Cináed mac Ailpín). Недавні дослідження показують, що він хоч і був королем скоттів, королем Шотландії, але був піктського походження. Так, що ці клани є не нащадками скоттів — переселенців з Ірландії, а нащадками піктів. Хоча питання тут дискусійне: ірландське плем'я скоттів, що завоювало королівство піктів Альбу змішалося з корінними жителями Шотландії. Так само ірландські королі одружувались з піктськими принцесами, піктські королі і королеви одружувались з ірландськими принцами і принцесами.
Мало що відомо про ранню історію клану Макфі крім, хіба що, легенд. Але історики впевнені, що клан Макфі служив лордам Островів — нащадкам короля Островів Сомерленда — правителям Гебридів XIV—XVI століття. Після ліквідації влади лордів Островів і посилення влади короля наприкінці XV століття клан як і раніше є вірним союзником клану МакДональд. На початку XVII століття останній вождь клану був страчений. Клан Макфі опинившись без вождя став підконтрольним клану МакДональд. Клан стали називати «зламаним кланом» — таким, що не здатний самостійно вирішувати свої справи. Хоча клан перебував під повним контролем клану МакДональд, але частина людей клану розселилась на землях клану Камерон. У ХІХ столітті жив горезвісний Евен Макфі, що був оголошений поза законом, якого, як писав Джім Гілхріст «шанували, зневажали та боялися місцеві жителі і влада». Сьогодні люди клану Макфі розсіяні по всьому світу, існує 9 різних товариств, що об'єднують людей клану Макфі у різних країнах.

## Історія клану Макфі

### Походження клану Макфі
Історик ХІХ століття В. Ф. Скін писав, що предками клану Макфі були давні аборигени острова Колонсей. Також він писав, що клан Макфі є одним з семи кланів гілки Шол Алпін, генеалогія яких записана в рукописі 1450 року. Таким чином походження клану Макфі пов'язане з кланами МакГрегор та МакКіннон. Сім клані гілки Шон Алпін простежують своє походження від Алпіна — батька першого короля королівства Шотландія — Кінеда Мак Алпіна. В. Ф. Скіну нічого не було відомо про ранню історію клану Макфі. У ХХ столітті історик В. Д. Ф. Селлар (шотл. — W. D. H. Sellar) писав, що згідно інших історичних переказів — Дубсіді (гельск. — Dubsidi), предком клану Макфі Енгас Мор — лорд Островів. Селлар вказує Енгаса Мора МакДональда як предка клану Макфі.
Історик Мартін в своїх описах західних островів Шротландії у 1703 році писав, що в південній стороні церкви Святого Колумба на острові Оронсі були надгробки МакДаффі (або Макфі — колишнього вождя клану) та його родичів. Основний камінь носив гравюру «birlinn» і напис «Тут похований Малколумбус МакДаффі Колонсі.» Місцем поховання людей клану Макфі була невелика каплиця на півдіні острова Оронсі. Ще одну могильну плиту — сера Дональда МакДаффі описав Дональд Манро — Вищий декан Островів, коли він відвідав західні острови у 1549 році.

### XV—XVII століття
Згідно рукописів XVII століття, що розповідають про коронацію лордів Островів та Раду Островів клан «МакДаффі або Макфі зберегли записи про Острови». У 1463 році Макфі з Колонсі був членем Ради Островів. У записах Дональда МакДаффі зазначається, що Джон Островитянин, граф Росс — останній лорд Островів відвідував замок Дінгоулл. Після падіння влади лорда Островів клан Макфі був під повним контролем клану МакДональд Островів. У 1531 році вождь клану Макфі Колвісні і багато інших вождів кланів із західного Хайленду були названі королем та парламентом зрадниками і бунтівниками і викликані до парламенту як союзників бунтівного Олександра МакДональда з Дунівайга і Гленса. Вождь клану Макфі помер у 1539 року і його надгробок зберігся.
Дональд Манро — Вищий декан Островів лишив записки про Західні острови Шотландії — Гебридські острови. У 1549 році він описав острів Юра, як острів, що частково був під владою МакЛіна Дуарта Лохбью та Макфі Колонслі. В описанні острова Колонслі Монро пише, що раніше він був під владою клану МакДональд Кінтайр, але зараз там править «добрий джентльмен капітан МакДуффіхе». Очевидно, йдеться про вождя клану Макфі.
У 1587 році війна між кланами західного Гайленду досягла апофеозу — чинилися масові вбивства, різня. Це вийшло за будь-які допустимі рамки, навіть по мірках жорстоких часів XVI століття. Парламент Шотландії розробив і прийняв додаткові заходи для придушення бойових дій. Парламент вимагав від землевласників відповідальності за людей, які жили на їхніх землях. Вожді кланів повинні були під заставу своїх багатств і земель забезпечити мирне життя своїх людей. Лерд Колонсі — Мердок Макфі Колонсі був одним із таких вождів від якого вимагали тримати свій народ в мирі з сусідами. Незважаючи на зусилля уряду Лахлан Мор МакЛін Дуарт напав на острови Айла та Гіга, що належали клану МакДональд, вбив близько 600 людей. Клан МакЛін Дуарт осадив замок Ангуса МакДональда Дунівайг. Облога замку була зняти тільки тоді, коли МакДональд погодився віддати половину своїх земель на острові Айла. Але не дивлячись на цю згоду клан МакЛін вдерлися на острови Мал, Тірі, Колл.
У 1609 році Дональд Макфі Колонсі брав участь у зборах острівних вождів кланів, де був присутній єпископ Островів та острова Йона, коли 9 вождів прийняли статут «Іколмкілл» (гельск. — Icolmkill) щодо контролю Островів парламентом Шотландії.

### Занепад клану Макфі
у 1615 році Малкольм Макфі Колонсі підтримав сера Джеймса Мадональда Айла — вождя клану МакДональд Півдня, що здійняв повстання. Макфі був одним із лідерів повстанців МакДональда проти уряду Шотландії, що обіцяв клану Кемпбелл дати владу над частиною Островів. Об'єднані сили кланів Макфі та МакДональд висадились в Кінтайрі. Повстання було спрямоване проти графа Аргайла і проти клану Кембелл. Але повстанці були розбиті і лідері повстанців потрапили у полон і були передані до Таємної ради при умові, що їм збережуть життя. Лідерів повстання видав їх колишній товариш Колла Кіотах.
Після поразки повстання вождь клану Макфі жив на острові Колонсі. Ворожнеча між кланами тривала. Виникла ворожнеча і в середині клану Макфі. У 1623 році Малкольм Макфі був схоплений у місцині Ейлен нан Рон (гельск. — Eilean nan Ròn) людьми з клану МакДональд. Малкольма МаФі прив'язали до скелі і розстріляли. Після смерті вождя клан Макфі остаточно втратив свої володіння на острові Колонсі. Острів передали клану МакДональд, потім Колла Кіотах (гельск. — Colla Ciotach), що ворогував з Малкольмом, взяв його в полон і був причетний до його страти, взяв острів собі і володів ним мирно протягом багатьох років.
Острів згодом увійшов до володінь графа Аргайл, аж доки не був проданий у 1701 році клану МакНіл або клану Креар. Без вождя клан Макфі не був повноправним кланом і занепадав. Його в Шотландії називали «зламаним кланом». Клан Макфі повністю потрапив під владу і контроль клану МакДональд. Люди клану Макфі в XVIII столітті складали лише невелику частку загальної чисельності населення острова Колонсей. Септи клану Макфі після розпаду клану оселилися в Лохабері і жили на землях клану Камерон Лохіел. Люди клану Макфі, які були під владою клану Камерон взяли участь у повстанні якобітів у 1745 році, брали участь у битві під Куллоден, були в лавах правого флангу повстанців.

### Злочинець Еван Макфі
Відомим став один із чоловіків клану Макфі у ХІХ столітті — Еван Макфі, що став розбійником. Він не визнавав владу землевласників, викрадав овець, жив зі своїми людьми і родичами на невеликому острові. У молодості його віддали служити до британської армії проти його волі. Незабаром він втік з армії в рідну місцевість Гленгаррі, де переховувався в місцині Феддан — на землях клану Камерон, «де панують сильні вітри». Там він змінив течію річки, внаслідок чого місцевим жителям вдалось уникнути орендної плати, бо в них, мовляв, земля на іншому березі. Евана Макфі заарештували за дезертирство, закували в кайдани і посадили на корабель «Корпах», але вдалося втекти. Потім він жив довгий час на берегах озера Лох-Аркайг, на острові озера Лох-Квойх, що з тих часів стали називати острів Ейлен Вік Фі (гельск. — Eilen Mhic Phee) — Острів Макфі. Потім він одружився з неповнолітньою. Місцеві жителі боялися його, бо вважали, що він володіє надприродними силами, зокрема, вміє якимось надприродним чином лікувати худобу. Нарешті місцевий шериф вирішив покласти край крадіжкам худоби і послав людей схопити Евана Макфі. Але ці люди були обстріляні з острова і змушені були повернути назад. Зрештою, новий озброєний загін схопив Евана Макфі і кинув його до в'язниці, де він і помер.

## Сучасність клану Макфі
У 1864 році клану Макфі надали офіційно визнані герби. Двоє людей з клану Макфі досягли фінансових успіхів — Роберт Макфі Ланхаус та Айрд, Роберт Ендрю Макфі Дрегорн. Це були два успішних бізнесмени цукрової промисловості. Сучасний геральдичний гребінь клану Макфі походить саме від геральдичного гребеня Роберта Ендрю Макфі Дрегорна. У 1968 році Ерл Дуглас Макфі з Ванкувера (Канада) почав боротися за офіційне визнання клану Макфі герольдами Шотландії та лордом Ліоном. 10 травня 1977 року був встановлений пам'ятний камінь в Баларумінмор на острові Колонсі на честь останнього вождя клану Макфі, що був страчений у 1623 році. У травні 1981 році клан Макфі був офіційно визнаний лордом Ліоном, Ерл Макфі був визнаний командиром клану. Після смерті Ерла Макфі в 1982 році, Олександр Сенді Карпендейл МакФай з Австралії був призначений лордом Ліоном командиром клану Макфі. У 2008 році Лорд Ліон дав дозвіл клану Макфі скликати «дербфіне» (гельск. — derbhfine) та вибрати собі вождя. Олександ МакФай пішов у відставку, а командиром клану Макфі був визнаний Ян Моріс Макфі.

## Походження назви Макфі
Назва клану Макфі походить від гельської назви Мак Дуйвхіхе (гельск. — Mac Dhuibhshíthe). Дув (гельск. — dubh) означає «темний», «чорний», а шіх (гельск. — síth) означає «мир». Найдавніші згадки про це ім'я зустрічаються в Ірландії — в літописах Ольстера. Монах з іменем Дуб Ші (ірл. — Dub Sidhe, Dubshidhe) був у чернечій громаді острова Йони у 1164 році. Іноді назву клану пишуть Мак а Фі (гельск. — Mac а 'Phi). Є версія, що назва дув — темний — позначала більш темноволосих кельтів порівняно з більш світловолосими вікінгами. Згідно збірнику народних пісень «Карміна Гаделіка» (Carmina Gadelica), що був опублікований з 1855 по 1910 роки, в Північному Уїсті жила сім'я, що була відома як Дув-шіх (гельск. — Dubh-sith) — «чорні феї». Згідно легенд ця сім'я була знайома з істотами із потойбічного світу.